# Taumantis cephalotes
Taumantis cephalotes es una especie de mantis de la familia Mantidae.

## Distribución geográfica
Se encuentra en Camerún.